# Spencer Proffer
Spencer Proffer (Salek Profesorski, 25 de diciembre de 1948) es un productor de música, cine y televisión nacido en Alemania y nacionalizado estadounidense. Es el CEO de Meteor 17, una productora de Los Ángeles, California. Proffer produjo el exitoso álbum Metal Health de Quiet Riot, disco que se ubicó en la cima de la lista de éxitos Billboard 200, vendiendo siete millones de copias en promedio. Ha producido cerca de 200 álbumes, muchos de los cuales fueron certificados como disco de oro o platino. También ha producido 17 películas.
Proffer fue coproductor de un concierto benéfico junto a Doc McGhee y Quincy Jones en 2005, para cerca de 44.000 marinos y sus familias, encabezado por Beyoncé Knowles, Destiny's Child y Kiss y presentado por Cedric the Entertainer.